# 準午前十時
《準午前十時》（英語：Village of the Damned）是一部於1995年上映的美國科幻恐怖片，由約翰·卡本特執導。該電影改編自1957年約翰·溫德姆的小說《米德維奇鎮的布穀鳥》，以及1960年電影《魔童村》的重拍版。場景以北加利福尼亞為背景，而原著和原版電影都以英國為背景。電影以「當心孩子」（Beware the Children）當標語宣傳。
電影由克里斯托弗·里夫、柯絲蒂·阿利、琳達·柯茲羅斯基、麥可·派瑞和馬克·漢米爾主演；也是已故影星克里斯托弗·里夫在癱瘓前拍攝的最後一部電影。《準午前十時》1995年4月28日美國上映，口碑票房雙敗。

## 故事
某一天，有一個小鎮在早上十點時，所有的人畜突然都昏倒在地，並且所有有生育能力的女人都懷了孕，她们在科學家的建議下把小孩生了下來，而生下來的小孩個個心智早熟、邪氣逼人，甚至還會用超能力操縱人類、看穿別人的心思......。

## 演員
- 克里斯托弗·里夫飾演 艾倫·查菲醫生（Dr. Alan Chaffee）
- 凱倫·卡恩（Karen Kahn）飾演芭芭拉（Barbara）
- 柯絲蒂·阿利飾演 蘇菲·芙娜醫生（Dr. Susan Verner）
- 琳達·柯茲羅斯基飾演 吉兒·麥高玟（Jill McGowan）
- 麥可·派瑞飾演 法蘭克·麥高玟（Frank McGowan）
- 梅莉蒂絲·莎蘭格（英语：Meredith Salenger）飾演 梅蘭妮·羅勃茲（Melanie Roberts）
- 馬克·漢米爾飾演 喬治牧師（Reverend George）
- 托馬斯·德克飾演 大衛·麥高恩（David McGowan）
- 琳西·霍恩（英语：Lindsey Haun）飾演 瑪拉·查菲（Mara Chaffee）
- 丹妮爾·基頓（英语：Danielle Keaton）飾演 莉莉（Lily）

## 製作

### 發行
據卡本特所述，自從1978年成功重啟《天外魔花》以來，就一直想要嘗試重啟《魔童村》。
1981 年時，製作1960年電影擔任米高梅英國公司負責人的勞倫斯·巴赫曼 (Lawrence Bachmann) 表示他想將重拍這部電影。他表示 「那時候我真的不能把這本書寫好」，「二十年前，你不能談論到墮胎，因審查制度的關係，甚至不允許你提到懷孕。」
在該計畫項目在環球公司結束，後者與卡本特接洽重拍。他說，「我想，當然，這是一個顯而易見的選擇，這是一部很容易製作的電影」。卡本特在12歲時看到了原著，它在腦海中留下了幾個原因，在原著裡整個城鎮停電的想法是：「哇！另外，不知道怎麼了，我對原著中的一個女孩產生了不可思議的迷戀，她是我的第一個情人，我希望她能打我，接管我，讓我做她想做的任何事情。」我也確切地知道應該在哪裡拍攝，他說：「我住在加利福尼亞州的因弗內斯和雷耶斯角，當時1979年我們在那裡拍攝了《夜霧殺機》，我在那裡有一所房子。這地方像是天堂，你可以站在任何地方，放下相機拍攝，你已經明白了，它就在那裡。這裡是一個小鎮，加上它是我的故鄉，可以在我家那裡拍攝，於是我們出發了。」

## 外部連結
- AllMovie上《準午前十時》的资料（英文）
- 互联网电影数据库（IMDb）上《準午前十時》的资料（英文）
- Box Office Mojo上《準午前十時》的資料（英文）
- 爛番茄上《準午前十時》的資料（英文）
- Metacritic上《準午前十時》的資料（英文）